# NGC 5474
NGC 5474 is een spiraalvormig sterrenstelsel in het sterrenbeeld Grote Beer. Het hemelobject ligt 22 miljoen lichtjaar van de Aarde verwijderd en werd op 1 mei 1788 ontdekt door de Duits-Britse astronoom William Herschel.

## Synoniemen
- UGC 9013
- MCG 9-23-32
- ZWG 272.23
- PGC 50216